# Zipang
Zipang (ジパング, Jipangu) és una sèrie de còmic japonés de l'autor Kaiji Kawaguchi: publicat per primera volta el 23 de gener del 2000 en la revista Morning per l'editorial Kōdansha, l'obra reprén la temàtica bèl·lica mampresa per Kawaguchi en una obra anterior, Chinmoku no kantai, però amb un toc de ciència-ficció i un dibuix més estilitzat.
L'any 2002 guanyà el Premi Kōdansha al millor manga en la categoria general i el 2009 havia venut quinze milions d'àlbums; l'últim capítol aparegué en el número 49 de l'any 2009 de la Morning, després de nou anys i tres mesos de publicació i que Kawaguchi la interrompera en trencar-se un braç.
Zipang ha sigut recopilada en quaranta-tres volums i adaptada per la TBS per a televisió en una sèrie d'anime de vint-i-sis capítols que comprèn els setanta primers capítols del manga. L'argument és paregut al de la pel·lícula de 1980 The Final Countdown.
El còmic ha sigut publicat a Taiwan com a 次元艦隊 per Sharp Point Press i a França per l'editorial Kana.
El 26 de maig del 2005, Bandai publicà un videojoc homònim per a PlayStation 2, comercialitzat en exclusiva al Japó: el jugador té la responsabilitat d'acomplir les missions amb el menor nombre de baixes possible, pot alternar punts de vista entre el pont (nàutica), la coberta principal i la sala del ràdar, amb la possibilitat d'interceptar missatges enemics que poden facilitar la victòria.

## Argument
En la dècada del 2000, tres vaixells de l'armada japonesa salpen cap a l'Amèrica del Sud, però, després de travessar una tempesta, un d'ells es desperta a prop de l'illa de Midway en 1942, amb la qual cosa comença un debat entre la tripulació sobre si deuen impedir la batalla de Midway i alterar el curs de la història,
fins que el rescat d'un pilot kamikaze els obligarà a prendre partit en la guerra.